# Макар (остров)
Макар — остров в море Лаптевых, в дельте реки Яна. Находится в 30 км от материкового берега, и 21 км до ближайшего из Шелонских островов. Административно остров Макар относится к республике Саха Якутия. На острове Макар находится полярная станция.

## Физико-географическая характеристика
Остров плоский и болотистый. Здесь несколько небольших озёр и сухопутная коса, обращенная на восток. Длина составляет 11 км, максимальная ширина — 6 км. Этот остров, как и остров Муостах, расположенный дальше к западу в заливе Буор-Хая, подвержен сильной эрозии.
На восточном побережье острова находятся труднопроходимые и непроходимые болотистые участки на которых развит моховой покров. На западном побережье находятся возвышенные и местами заозёренные участки высотой от 33 до 48 метров с ровной поверхностью, покрытой лишайниками. Западное побережье подмывается морем и является термоабразионным.
Залив Яна подвержен суровым арктическим погодным условиям с частыми штормами и метелями. Море в заливе покрыто толстым льдом примерно на восемь месяцев в году.
Отмель в Янском заливе вокруг острова Макар, входит в Шелонский мегавал и считается одной из самых крупных осушек моря Лаптевых. Данная осушка открыта для ветров, выступает в море почти на 40 километров а проходит вдоль материкового берега на расстояние около 25 километров. Центральная часть северной оконечности отмели у острова Макар имеет преимущественно надводный характер. Бар находится на западной периферии отмели и также преимущественно имеет надводный характер. Между островом Макар и Шелонскими островами имеются фрагменты долинного ландшафта, которые носят подводный характер и обнажаются при сгонах или отливах. Длина Макаро-Шелонской осушки, включая длину островов составляет 50 километров, ширина приливно-отливной полосы составляет от 1 до 6 километров.
С большой долей вероятности отмель в районе острова Макар является абразионно-аккумулятивным образованием и появилась после слияния части более мелких осушек ранее образовавшихся около отдельных островов.
Остров Макар является останцом реликтового субаэрального рельефа периода позднего плейстоцена. Тектоническая позиция отмели в районе острова показывает, что ранее на её месте в Янском заливе на Шелонском валу находился полуостров, который начинался в районе Чондоно-Селляхского междуречья. На западном берегу острова сохранился останец едомы, высота которого составляет 42 метра.
Процессы размыва берегов и трансгрессии продолжаются и в недалеком будущем остров Макар будет размыт, а на его месте будут образованы мелководья, сложенные из мёрзлых пород и подземного льда, а также обширные бары.

## Фауна
Биомасса зоопланктона в районе острова Макар достигает 470 мг/м³.
В 1985 году Ю. А. Ярлыковым на острове Макар были собраны кости бизона эпохи плейстоцена.
На острове Макар были обнаружены остатки мамонта эпохи позднего плейстоцена. По результатам изотопного анализа было определено, что он питался континентальными и шельфовыми угодьями.

## Примечание
1. ↑  Makar Island (нем.) (недоступная ссылка — история). Potsdam Alfred-Wegener-Institut. Дата обращения: 12 августа 2022.
2. ↑  Дмитрий Замолодчиков. Глобальное потепление разрушает берега Арктики. РИА «Новости» (24 января 2008). Дата обращения: 12 августа 2022. Архивировано 12 августа 2022 года.
3. 1 2  Жигарев Л. А. Особенности динамики береговой криолитозоны арктических морей // Динамика арктических побережий России / Под ред. В. И. Соломатина, В. А. Совершаева, И. И. Мазура. — М.: Географический ф-т МГУ, 1998. — С. 19—34. — 248 с. Архивировано 12 августа 2022 года.
4. 1 2 3 4  Гаврилов А. В., Тумской В. Е. Современные процессы криолитогенеза восточного побережья моря Лаптевых // Криосфера Земли : научный журнал. — Институт криосферы Земли ТюмНЦ СО РАН, 2002. — Т. 6, № 1. — С. 35-48. — ISSN 1560-7496. Архивировано 23 декабря 2021 года.
5. 1 2  Попов Б. А., Совершаев В. А. Ветровые осушки на берегах арктических морей // Исследование прибрежных равнин и шельфа арктических морей. — М.: Изд-во МГУ, 1979. — С. 81—90. — 136 с. Архивировано 29 сентября 2022 года.
6. ↑  Рубан А. С., Дударев О. В., Мазуров А. К., Панова Е. В. Обстановки современного осадкообразования на подводном береговом склоне губы Буор-Хая (море Лаптевых) // Известия Томского политехнического университета. Инжиниринг георесурсов. — 2017. — Т. 328, вып. 8. — С. 83–93. — ISSN 2500-1019. Архивировано 23 декабря 2021 года.
7. ↑  Романовский Н. Н., Хуббертен Х. В. Криолитозона и зона стабильности гидратов газов на шельфе моря Лаптевых (основные результаты десяти лет российско-германских исследований) // Криосфера Земли : научный журнал. — Институт криосферы Земли ТюмНЦ СО РАН, 2006. — Т. 10, № 3. — С. 61. — ISSN 1560-7496. Архивировано 23 декабря 2021 года.
8. ↑  Романовский Н. Н. и др. Криолитозона Восточно-Сибирского арктического шельфа // Вестн. МГУ. Сер. 4 Геология. — М.: Изд-во МГУ, 2003. — № 4. — С. 51-56. Архивировано 4 ноября 2019 года.
9. ↑  Кириллов А. Ф., Карпова Л. Н., Жирков Ф. Н., Сивцева Л. В., Свешников Ю. А. К вопросу о целесообразности организации промысла рыб в прибрежной шельфовой зоне моря Лаптевых // Вестник рыбохозяйственной науки. — Тюменский ф-л ВНИРО, 2015. — Т. 2, вып. 3 (7). — ISSN 2311-4274.
10. ↑  Kuznetsova, Tatyana V. Bones collection of Lena Delta reserve Tiksi, Appendix 4-6 (англ.) // Reports on Polar and Marine Research. — Bremerhaven: Alfred-Wegener-Institut für Polar- und Meeresforschung, 2007. — ISSN 1618-3193. — doi:10.1594/PANGAEA.614882. Архивировано 9 января 2022 года.
11. ↑  Николаев В. И., М. Барбиери, С. Даванзо, Кузнецова Т. В., A. Лонжинелли. Реконструкция природной среды плейстоцена изотопными методами // Материалы гляциологических исследований : научный журнал. — М.: ИГ РАН, 2006. — Вып. 101. — ISSN 0130-3686.